# Pantalla infinita
Pantalla infinita es un sistema de reproducción de sonido, que consiste en un sistema de colocación para altavoz dinámico, aunque es poco utilizado.
El principal problema del altavoz dinámico es que, por su diagrama polar omnidireccional, el encuentro de las ondas en igualdad de fases, pero opuestas, pueda anular el sonido. Para evitarlo, se integra el altavoz en una gran superficie plana (por ejemplo, una pared) con un agujero circular en el centro (donde va alojado el cono del altavoz). Obviamente, la superficie plana hace las veces de caja acústica.
En este caso, para que las ondas se cancelen es necesario que la longitud de la onda generada sea equiparable a las dimensiones de la pantalla, lo que, por las dimensiones de la pantalla infinita (un tabique entero), es improbable.
- Datos: Q6059824